# Баюрак Василь

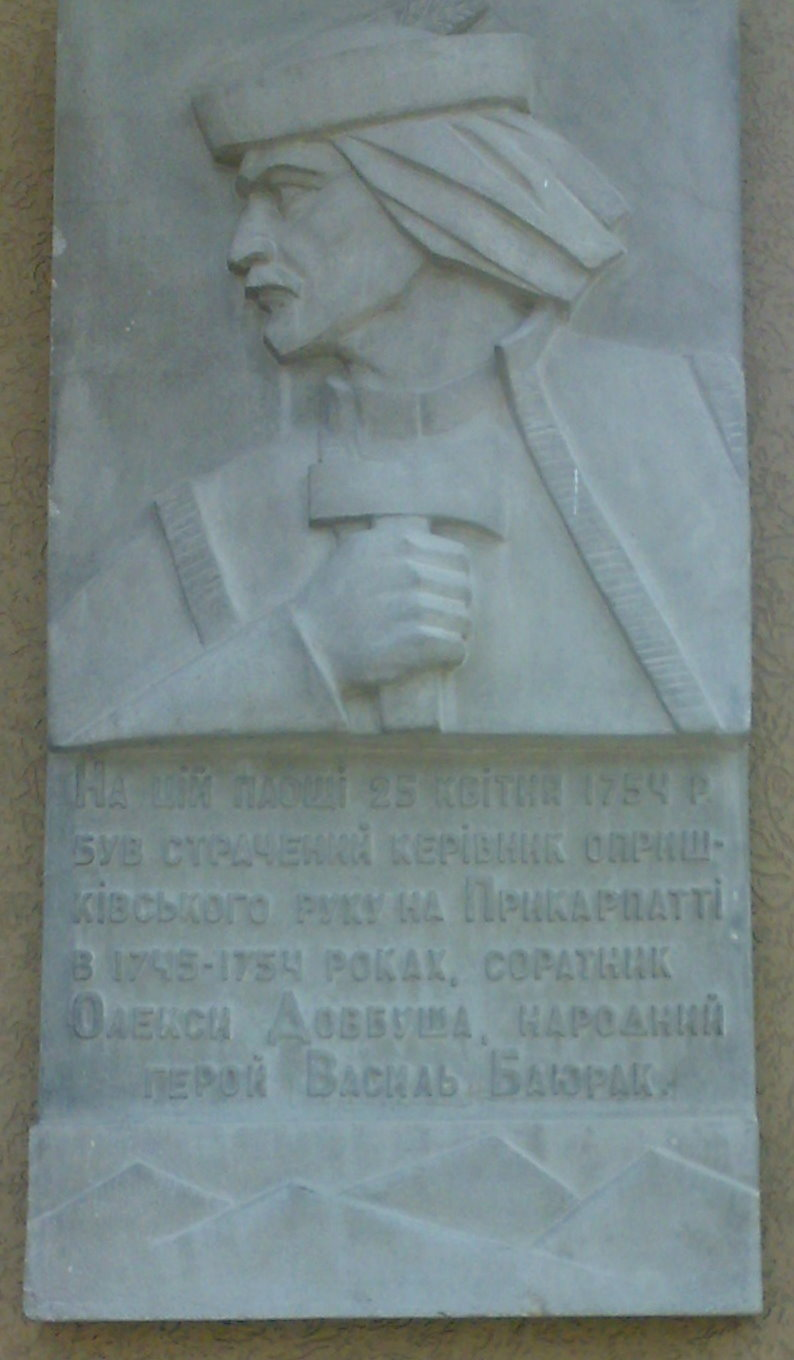
Меморіальна дошка на ратуші в Івано-Франківську.

Василь Баюра́к (1722, с. Дора, нині в межах міста Яремче — 25 квітня 1754, Станиславів, нині Івано-Франківськ) — ватажок загону опришків, спільник і наступник Олекси Довбуша.
Вступив до опришківського загону Олекси Довбуша в липні 1744 року; після смерті ватажка у серпні 1745 , Баюрак очолив загін і став ватажком. У 1749–1751 — період найбільшої активности загону Баюрака. Керував ним аж до смерті.

## Діяльність
Про опришківський рух Василь Баюрак знав ще з молодих літ, бо його батько Гнат був опришком. В загоні Баюрака також була його дружина, його брати та їхні жінки.
Після смерті О.Довбуша Василь Баюрак розгорнув широкий опришківський рух, чим дуже стривожив польську шляхту. Так, наприклад, 16 лютого 1745 року яблонівський губернатор Ян Колендовскі писав до свого зверхника, що «опришки, які виступають проти двірської зверхности, дуже старанно скриваються, роблять непрохідні дороги і ховаються по лісах так, що для людей стають непомітними».
Зброю й одяг опришки Василя Баюрака добували в багачів під час нападів, або іншим способом. Наприклад, зустрівши па полонині багатія Пазху, Баюрак покарав його, а відтак відпустив живим під умовою, що він доставить йому сім пар пістолів, сім рушниць, дві пари вовняного одягу, сім пар сіряків і сто талярів.
Баюрак із своїм загоном робив напади на шляхтичів Коломийщини, Закарпаття і Буковини. Він завжди тримав добрі зв'язки з гуцулами по селах в Галичині, Закарпатті й на Буковині. Селяни-гуцули радо переховували опришків, постачали їм харчі, давали різні інформації про розташування урядових військ та місцевих охоронних жандармських загонів. Так, одного разу, переходячи з походів в Угорщину й Галичину, в селі Довгополе на Буковині опришки Баюрака, за згодою місцевого війта Андрія Підлоги, зазимували. Там вони, розташувавшись, перебували зиму в Турянків, Біщуків, Івана Шмуйляка та Василя Дячука, а Олекса Кубай лікував рани Баюрака. Баюрак часто зупинявся на Буковині в селі Довгополе, бо там він мав досить своїх побратимів і тісні зв'язки з місцевим населенням.
Опришки Баюрака за харчі і постій у гуцулів завжди платили грішми, а також за вказівками місцевих людей карали шляхтичів. У 1751 році загін Баюрака спрямувався в село Перерів, щоб там покарати якогось пана. Дорогою вони зустріли гуцула, який сказав їм: «У корчмі небагато знайдете, але у дворі поживитеся добре. Коли мене послухаєте і поїдете у двір, то прошу вас, убийте того пана, бо дуже лихий».
У тому ж році шляхтич Лісовскі із Бурштина писав: «Про гультайство підгірське, яке так рано почало бушувати, мав уже кілька листовних повідомлень». А далі він повідомляє, що орендарі яблонівські «дуже тривожаться і просять надіслати жовнірів», бо виступи опришків Баюрака впливають на селян, і вони «відмовляються виконувати повинності й сплачувати податки».

## Польська самооборона
Активна діяльність Василя Баюрака приневолила шляхту до розгортання самооборони під проводом полковника Пшелуского. Він намагався всякими способами спіймати нового ватажка та знищити його загін. Так, навесні 1751 року йому таки пощастило завдати сильного удару Баюракові і при тій сутичці було захоплено до полону кількох опришків. Тож після того Баюрак змушений був на деякий час перемаршувати в Угорщину і на Молдавію, що він завжди практикував під час великої небезпеки.
Після того опришківський рух дещо уповільнився, і галицька шляхта навіть вирішила висловити подяку полковникові Пшелускому за його тривалу боротьбу — раніше із загонами О. Довбуша, а тепер В. Баюрака. У вересні 1751 року на черговому соймику Пшелуского було нагороджено двома тисячами золотих.
Дещо оправившись після того удару, повернувся в Коломийський повіт, де, переховуючись у яблунівських лісах, поповнював свій загін свіжими силами, а відтак зробив напад на Косів, де належно розправився зі шляхтою та орендарями.
Згодом опришки Баюрака заховались в ясенівських лісах, куди харчі доставляв їм ясенівський гуцул Гринь Кривоплечий. Вступивши в Ясенів, опришки в побратима Теклейчука взяли хліба і через Яворів пішли на Рожнів. Там вони напали на шляхтича Пшебиславського, орендарів і корчмарів, а в корчмах попалили списки гуцульських боргів. Пщебиславському випадково пощастило врятуватися, і він дав знати до Кут і Косова, щоб військо йшло переслідувати опришків.
Після того нападу опришки вступили в село Річку. Там відпочили в гуцула Капюка, а відтак пішли до Псрерова. де напали на панський двір, захопивши багату здобич.
Поновні походи В. Баюрака стривожили шляхту — вона змобілізувала більші каральні загони. Щоб уникнути небезпеки, Баюрак рішив перебратися в Молдавію. Під час переправи через Черемош сильні військові відділи із засідки заатакували опришків. Баюрак і більша частина опришків уникли розгрому, перебралися на Буковину в село Доброполе.
Там Баюрак з'єднався із загоном опришків під проводом Василя Шешорського, який прославився у боротьбі з гнобителями. Разом розгорнули активні дії. Уряд кинув проти опришків біля Довгополя великі військові сили. Тут знову опришки зазнали значної поразки і кількох їх було захоплено в полон.
Після цієї поразки загін відступив на Кути, де був сильно розгромлений коронним військом, яке несподівано напало із засідки. У цих боях згинуло багато опришків, а в тому числі і Баюракова дружина та брати. Сам В. Баюрак, залишивши Довгополе перед наступом, деякий час переховувався у рідному селі Дорі, але під загрозою польського охоронного війська змушений був перенестися в Угорщину.
Потім Баюрак постійно, мандрує, щоб зорганізувати нове опришківське військо, але за час 1752–1754 років мало трапляється згадок про нього.

## Страта
Підкуплений шляхтою, один із ґаздів у гірському селі Ясенів Горішній, напоїв Баюрака горілкою, зв'язав і п'яним віддав шляхтичам.
20 квітня 1754 року в ратуші Станіславова почався суд над ватажком опришків, через 4 дні його було піддано страшним тортурам. Незважаючи на катування, він «на дальші запитання нічого не відповідав». 25 квітня 1754 року суд виніс вирок:
|  | «Повинен бути катом випроваджений на площу смерті, який моє відрубати йому обидві руки сокирою по лікті. Після їх відрубання має бути відрубана голова. Врешті, з метою здержання інших від такого життя — четвертувати. Окремі частини тіла повинні бути розвішані на шибениці в полі, при шляху, а пізніше мають бути закопані в землю. Тільки голова повинна довше висіти». |

Подробиці цієї страти повідомив відомий польський поет Францішек Карпінський — 13-річним хлопцем був присутній він на цьому «видовищі».
|  | «Перша страта злочинця, яку я тоді побачив у Станіславі, — писав він у «Спогадах», — справила на мене велике враження. Це був розбійник на прізвище Баюрак, який, ідучи на площу смерті, казав собі дати сопілку, тобто улюблену гуцульську дудку, на якій вигравав сумні гірські думи…». |

На місце закатованого В. Баюрака став другий наступник Довбуша Іван Бойчук.

## Вшанування пам'яті
24 серпня 1992 з ініціативи професора Володимира Грабовецького в урочистій обстановці у Івано-Франківську була відкрита меморіальна дошка з написом: «На цій площі 25 квітня 1754 був страчений керівник опришківського руху на Прикарпатті в 1745–1754 роках соратник Олекси Довбуша, народний герой Василь Баюрак».